# Rockman & Forte: Mirai kara no Chōsensha
Rockman & Forte: Mirai kara no Chōsensha (ロックマン&フォルテ 未来からの挑戦者 Rokkuman Ando Forute Mirai kara no Chōsensha?, lit. "Rockman y Forte: Rival del futuro") es un videojuego de plataformas para la consola WonderSwan publicado por Bandai (bajo licencia de Capcom) en 1999, como secuela de Mega Man & Bass. Fue uno de los últimos juegos de la saga clásica hasta la llegada de Mega Man 9.

## Modo de juego
Al igual que en Mega Man & Bass, el jugador puede elegir jugar como Mega Man o Bass. Una vez más, Mega Man puede cargar sus disparos y barrerse, mientras que Bass puede disparar en 7 direcciones (hacia arriba, hacia adelante, o en diagonales) con un cañón de brazo de disparos rápidos, hacer un doble salto, y el Dash. Esta vez, sin embargo, Mega Man y Bass reciben diferentes armas especiales de los Robot Masters que derrotan. La tienda está de vuelta con algunos de los ítems de Mega Man & Bass, pero Reggae y Tango son ítems nuevos.
Rockman & Forte: Challenger From the Future sólo tiene 8 etapas. Después de terminar la primera etapa, cinco etapas pueden seleccionarse inicialmente, incluida la fase inicial. Los primeros cuatro jefes son seleccionables (de arriba abajo) Dangan Man, Konro Man, Aircon Man y Komuso Man. Derrotar a todos los jefes desbloqueará los Clock Men, y después de derrotarlos, hay que vencer a Compass Man, y finalmente a Rockman Shadow, enemigo principal del juego.